# お嬢さん (2016年の映画)
『お嬢さん』（おじょうさん、原題：아가씨、英題：The Handmaiden）は、2016年に公開された韓国のサイコスリラー映画。監督はパク・チャヌク、主演はキム・ミニ、キム・テリ、ハ・ジョンウ、チョ・ジヌン。ウェールズの作家サラ・ウォーターズの小説『荊の城』を原作としており、舞台設定がヴィクトリア朝から日本統治時代の朝鮮に変更されている。
第69回カンヌ国際映画祭コンペティション部門ノミネート作品であり、プロダクションデザイナーのリュ・ソンヒが同映画祭で韓国人初のバルカン賞を受賞。第71回英国アカデミー賞で非英語作品賞、第53回百想芸術大賞で大賞を受賞した　劇中、女性同士の刺激の強い性行為描写があるためR指定の作品となっている。

## あらすじ
※本作は3部構成となっている。
1939年、日本統治下の朝鮮半島。孤児として生まれ、詐欺集団に育てられた少女ナム・スッキ（キム・テリ）は、捨てられた乳児の世話をして日本人に売ることで生計を立てていた。
ある時、「藤原伯爵」と名乗る詐欺師（ハ・ジョンウ）がスッキたちに隠密な計画を打ち明ける。それは、日本人の華族と結婚して「上月」という和名を手に入れた親日派の朝鮮人の男（チョ・ジヌン）の姪・秀子（キム・ミニ）を誘惑して夫となり、上月の亡き妻が遺した莫大な遺産を手に入れるというものであった。藤原伯爵は、スッキに上月家の女中として働き、秀子と自分が結ばれるように手助けするよう持ちかける。報酬が手に入れば自由の身になれると考えたスッキは伯爵の話に乗る。
スッキは侍女「珠子」として豪壮な上月邸に潜入し、侍女長の佐々木夫人（キム・ヘスク）の案内で令嬢・秀子に近づくことに成功。秀子の小間使いとして身の周りの世話をすることとなる。書籍愛好家として知られる上月は離れに広大な書斎を設けており、秀子は決まった時間になると朗読の練習に行くと言って上月が待つ書斎に向かう。スッキは秀子から呼びに来るよう言われた時間に書斎を訪ねるが、室内に足を踏み入れることは許されない。どこか陰のある秀子の美貌と予測不可能な言動に翻弄されるスッキであったが、昼夜を分かたず時間を共にする中で距離を縮めていく。
上月邸に現れた藤原伯爵が計画どおりに秀子を懐柔する一方で、秀子に惹かれ始めていたスッキは、彼女が伯爵の術中に嵌っていく様を見過ごすことができなくなる。謀略と情愛の狭間で葛藤するスッキ。しかし、秀子と藤原伯爵、そして上月の間にもまた、ある秘密があった。

## キャスト
- キム・ミニ：和泉秀子（お嬢様）
- キム・テリ：ナム・スッキ／珠子（侍女）
- ハ・ジョンウ：藤原伯爵（詐欺師）
- チョ・ジヌン：上月教明（秀子の後見人）
- キム・ヘスク：侍女長の佐々木夫人
- ムン・ソリ：秀子の叔母  ※特別出演
- イ・ヨンニョ（朝鮮語版）：ポクスン
- イ・ドンフィ：クガイ
- ユ・ミンチェ（朝鮮語版）：クッタニ
- チョ・ウニョン：幼少期の秀子
- 高木りな：秀子の母親
- ハン・ハナ（朝鮮語版）：純子
- イ・ギュジョン（朝鮮語版）：侍女1
- キム・シウン（朝鮮語版）：侍女2
- ハ・シヨン：侍女3
- キム・ウニョン：侍女4
- チョン・ハダム（朝鮮語版）：侍女5
- ウォン・グニ（朝鮮語版）：執事
- キム・ジョンテ：屋敷の運転手
- チャン・ハンスン：上月の輿丁
- パク・ギリュン：朗読会の客1
- チェ・ビョンモ：朗読会の客2
- ハン・チャンヒョン：朗読会の客3
- キム・イヌ：朗読会の客4
- クォン・ヒョク：朗読会の客5
- イム・ヒョンデ：朗読会の客6
- キム・リウ：関釜連絡船の日本人将校1
- 藤本信介：関釜連絡船の日本人将校2
- 長野克弘：僧侶
- チョン・インギョム（朝鮮語版）：浪人1
- イ・ジハ（朝鮮語版）：旅館の女将
- アレクサンダー・スカボロー：平和ホテルレストランの支配人

## スタッフ
- 監督：パク・チャヌク
- エグゼクティブ・プロデューサー：イ・ミギョン（ミキー・リー）、チョン・テソン
- 原作：サラ・ウォーターズ『荊の城』
- 脚本：チョン・ソギョン、パク・チャヌク
- 企画・制作：パク・チャヌク、イム・スンヨン（シド・リム）
- 共同制作：キム・テウン（Tエンターテインメント）
- プロデューサー：ユン・ソクチャン、キム・ジョンテ、チョン・ウォンジュ
- アソシエイト・プロデューサー：イ・ユジョン（ジェイ・リー）
- 撮影：チョン・ジョンフン
- プロダクションデザイナー：リュ・ソンヒ
- 編集：キム・サンボム、キム・ジェボム
- 音楽：チョ・ヨンウク（朝鮮語版）
- 衣装：チョ・サンギョン
- 照明：ペ・イルヒョク
- ヘアメイク：ソン・ジョンヒ（MIMOS）
- 視覚効果：イ・ジョンヒョン（4th CREATIVE PARTY）
- サウンドデザイン：キム・ソクウォン（BLUE CAP）
- 同時録音：チョン・グン（K.P.A）
- 製作会社：モホフィルム、ヨンフィルム
- 提供・配給：CJエンタテインメント

## 製作

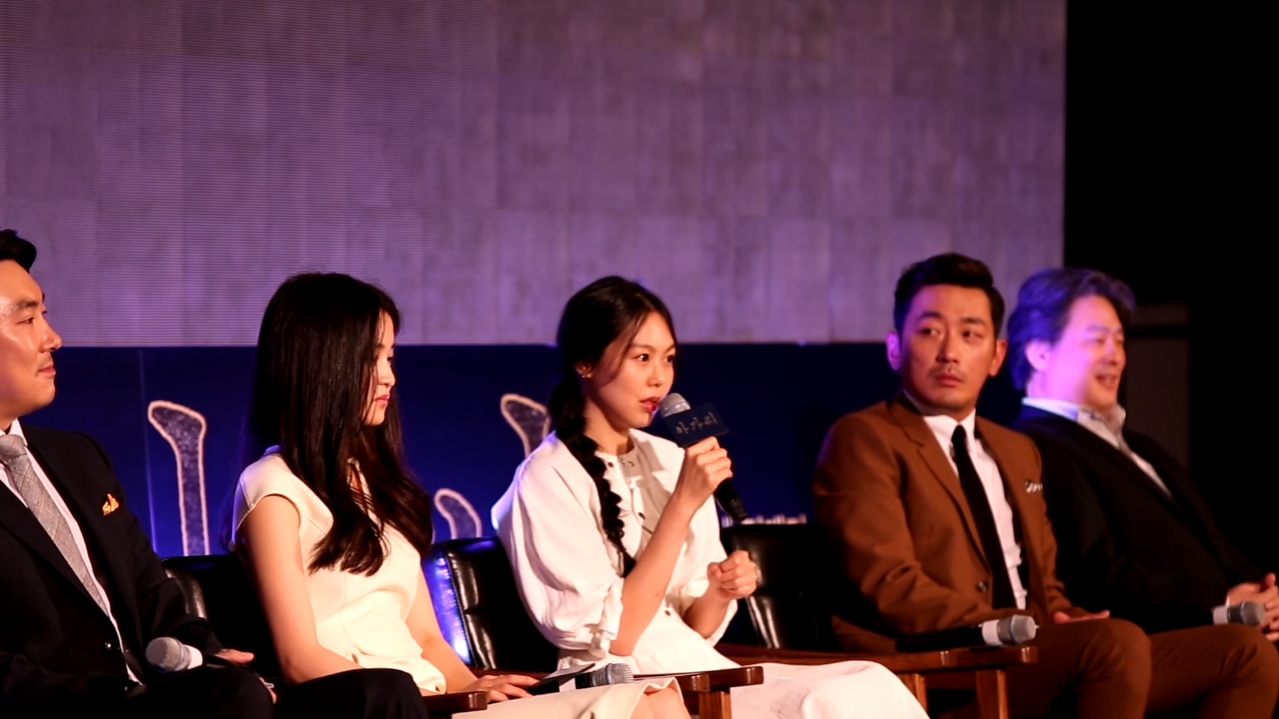
『お嬢さん』制作発表会にて、左からチョ・ジヌン、キム・テリ、キム・ミニ、ハ・ジョンウ、パク・チャヌク（2016年5月2日）

『オールド・ボーイ』の映画化をパク・チャヌクに提案した映画プロデューサーのイム・スンヨン（シド・リム）が、本作の原作小説『荊の城』（サラ・ウォーターズ著）を映画化するよう妻に勧められたことをきっかけに、2011年頃にパクに『荊の城』の映画化を提案。パク夫妻も小説を気に入り、パクの妻も映画化を推薦した。パク・チャヌク自身もまた『荊の城』に魅了され、映画の骨子となる令嬢と侍女を主軸とした物語への翻案を構想。脚本家のチョン・ソギョンが脚本の草稿を作成した。
原作著者のサラ・ウォーターズは本映画の脚本を読んだ際、小説と設定や筋が違ったため、当初は原作ではなく「原案」と表記してほしいとパクに促していた。しかし、完成した映画を観てその出来に満足し5回も鑑賞した結果、「原作」と表記することを承諾したという逸話がある。
2012年12月、パクが次回の監督作として『お嬢さん』を計画していることが公に報じられた。
2014年末頃にスッキ（珠子）役など一部のキャストのオーディションが実施され、キム・ミニ、キム・テリ、ハ・ジョンウ、チョ・ジヌンなど主要キャストが確定。
2015年1月からのプリプロダクションを経て、本格的な製作に突入した。製作は、監督のパク・チャヌクの製作会社であるモホフィルムならびにイム・スンヨンが代表を務める製作会社ヨンフィルムによって共同で行われた。
撮影は2015年6月15日から開始され、同年10月31日に終了。撮影の一部は日本の三重県や愛知県で行われた。

## 公開
本作は、2016年5月11日から開催された第69回カンヌ国際映画祭のコンペティション部門にノミネートされ、同年5月14日に同映画祭でワールドプレミアを迎えた。また、カンヌ国際映画祭のフィルム・マーケットでは、2016年時点での韓国映画史上最多となる175か国に販売された。
2016年6月1日に韓国で公開されて以降、アジアや欧米など世界各国で公開。日本では2017年3月3日に公開された。作中に露骨な性描写が含まれていることから、韓国ではR19、日本・台湾・オーストラリアを含むいくつかの国では18+の指定を受けた。
韓国国内での初週観客動員数は182万人を超え、青少年観覧不可（19歳以上観覧可）映画のオープニング記録を更新。アメリカ・フランス・韓国での通算観客動員数は500万人を突破した。

## 評価

### 批評家の反応
『お嬢さん』は高い評価を受けた。Rotten Tomatoesでは、134件のレビューに基づいて94%の評価を得ており、平均格付けは10点満点中8.2点。サイトのコンセンサスでは、「『お嬢さん』はヴィクトリア朝の犯罪小説を、パク・チャヌク監督の視覚的に華麗で夢中にさせる独特のアウティングのための緩やかなインスピレーションとして使用している」と述べられている 。Metacriticでは、38件のレビューに基づいて、100点満点中84点を得て、「普遍的な称賛」を獲得した。エコノミストはこの映画を傑作と評価した。ガーディアンが発表した「21世紀 最高の映画100本」で、41位に選ばれている。

### 受賞と候補
| 受賞と候補の一覧 | 受賞と候補の一覧                           | 受賞と候補の一覧                        | 受賞と候補の一覧                 | 受賞と候補の一覧 |
| 年               | 賞                                         | 部門                                    | 対象                             | 結果             |
| ---------------- | ------------------------------------------ | --------------------------------------- | -------------------------------- | ---------------- |
| 2016年           | EDA賞                                      | 非英語作品賞                            | パク・チャヌク                   | 受賞             |
| 2016年           | 第12回オースティン映画批評家協会           | 作品賞                                  | 『お嬢さん』                     | 4位              |
| 2016年           | 第12回オースティン映画批評家協会           | 監督賞                                  | パク・チャヌク                   | ノミネート       |
| 2016年           | 第12回オースティン映画批評家協会           | 主演女優賞                              | キム・ミニ                       | ノミネート       |
| 2016年           | 第12回オースティン映画批評家協会           | 脚本賞                                  | チョン・ソギョン、パク・チャヌク | ノミネート       |
| 2016年           | 第12回オースティン映画批評家協会           | 撮影賞                                  | チョン・ジョンフン               | ノミネート       |
| 2016年           | 第12回オースティン映画批評家協会           | 外国語映画賞                            | 『お嬢さん』                     | 受賞             |
| 2016年           | 第37回青龍映画賞                           | 最優秀作品賞                            | 『お嬢さん』                     | ノミネート       |
| 2016年           | 第37回青龍映画賞                           | 監督賞                                  | パク・チャヌク                   | ノミネート       |
| 2016年           | 第37回青龍映画賞                           | 主演女優賞                              | キム・ミニ                       | 受賞             |
| 2016年           | 第37回青龍映画賞                           | 新人女優賞                              | キム・テリ                       | 受賞             |
| 2016年           | 第37回青龍映画賞                           | 撮影賞                                  | チョン・ジョンフン               | ノミネート       |
| 2016年           | 第37回青龍映画賞                           | 美術賞                                  | リュ・ソンヒ                     | 受賞             |
| 2016年           | 第37回青龍映画賞                           | 音楽賞                                  | チョ・ヨンウク                   | ノミネート       |
| 2016年           | 第37回青龍映画賞                           | 技術賞                                  | チョ・サンギョン(衣装デザイン)   | ノミネート       |
| 2016年           | 第37回ボストン映画批評家協会賞             | 撮影賞                                  | チョン・ジョンフン               | 受賞             |
| 2016年           | 第37回ボストン映画批評家協会賞             | 外国語映画賞                            | 『お嬢さん』                     | 受賞             |
| 2016年           | 第25回釜日映画賞                           | 作品賞                                  | 『お嬢さん』                     | ノミネート       |
| 2016年           | 第25回釜日映画賞                           | 監督賞                                  | パク・チャヌク                   | ノミネート       |
| 2016年           | 第25回釜日映画賞                           | 主演女優賞                              | キム・ミニ                       | ノミネート       |
| 2016年           | 第25回釜日映画賞                           | 新人女優賞                              | キム・テリ                       | 受賞             |
| 2016年           | 第25回釜日映画賞                           | 撮影賞                                  | チョン・ジョンフン               | ノミネート       |
| 2016年           | 第25回釜日映画賞                           | 美術賞                                  | リュ・ソンヒ                     | 受賞             |
| 2016年           | 第25回釜日映画賞                           | 音楽賞                                  | チョ・ヨンウク                   | ノミネート       |
| 2016年           | 第25回釜日映画賞                           | 特別賞                                  | パク・チャヌク                   | 受賞             |
| 2016年           | 釜山映画批評家賞                           | 新人女優賞                              | キム・テリ                       | 受賞             |
| 2016年           | 第69回カンヌ国際映画祭                     | パルム・ドール                          | パク・チャヌク                   | ノミネート       |
| 2016年           | 第69回カンヌ国際映画祭                     | クィア・パルム                          | パク・チャヌク                   | ノミネート       |
| 2016年           | 第69回カンヌ国際映画祭                     | バルカン賞                              | リュ・ソンヒ                     | 受賞             |
| 2016年           | 第29回シカゴ映画批評家協会                 | 作品賞                                  | 『お嬢さん』                     | ノミネート       |
| 2016年           | 第29回シカゴ映画批評家協会                 | 監督賞                                  | パク・チャヌク                   | ノミネート       |
| 2016年           | 第29回シカゴ映画批評家協会                 | 脚本賞                                  | チョン・ソギョン、パク・チャヌク | 受賞             |
| 2016年           | 第29回シカゴ映画批評家協会                 | 撮影賞                                  | チョン・ジョンフン               | ノミネート       |
| 2016年           | 第29回シカゴ映画批評家協会                 | 外国語映画賞                            | 『お嬢さん』                     | 受賞             |
| 2016年           | 第29回シカゴ映画批評家協会                 | 美術賞                                  | 『お嬢さん』                     | 受賞             |
| 2016年           | 第22回クリティクス・チョイス・アワード     | 外国語映画賞                            | 『お嬢さん』                     | ノミネート       |
| 2016年           | 第22回ダラス・フォートワース映画批評家協会 | 外国語映画賞                            | 『お嬢さん』                     | 受賞             |
| 2016年           | 第16回ディレクターズ・カット・アワード     | 主演女優賞                              | キム・ミニ                       | 受賞             |
| 2016年           | 第16回ディレクターズ・カット・アワード     | 新人女優賞                              | キム・テリ                       | 受賞             |
| 2016年           | 第21回フロリダ映画批評家協会               | 外国語映画賞                            | 『お嬢さん』                     | 次点             |
| 2016年           | 第21回フロリダ映画批評家協会               | 撮影賞                                  | チョン・ジョンフン               | 次点             |
| 2016年           | 第36回韓国映画評論家協会賞                 | 映画評論家10選                          | 『お嬢さん』                     | 受賞             |
| 2016年           | 第36回韓国映画評論家協会賞                 | 撮影賞                                  | チョン・ジョンフン               | 受賞             |
| 2016年           | インディワイヤー批評家投票                 | 作品賞                                  | 『お嬢さん』                     | 7位              |
| 2016年           | インディワイヤー批評家投票                 | 監督賞                                  | パク・チャヌク                   | 5位              |
| 2016年           | インディワイヤー批評家投票                 | オリジナルスコア またはサウンドトラック | 『お嬢さん』                     | 8位              |
| 2016年           | インディワイヤー批評家投票                 | 撮影賞                                  | 『お嬢さん』                     | 4位              |
| 2016年           | インディワイヤー批評家投票                 | 編集                                    | 『お嬢さん』                     | 8位              |
| 2016年           | 第42回ロサンゼルス映画批評家協会賞         | 美術賞                                  | リュ・ソンヒ                     | 受賞             |
| 2016年           | 第42回ロサンゼルス映画批評家協会賞         | 外国語映画賞                            | 『お嬢さん』                     | 受賞             |
| 2016年           | メルボルン国際映画祭                       | 最も人気のある長編映画                  | 『お嬢さん』                     | 次点             |
| 2016年           | ニューヨーク映画批評家オンライン           | 外国語映画賞                            | 『お嬢さん』                     | 受賞             |
| 2016年           | 第21回サンディエゴ映画批評家協会           | 外国語映画賞                            | 『お嬢さん』                     | ノミネート       |
| 2016年           | 第15回サンフランシスコ映画批評家協会       | 脚色賞                                  | チョン・ソギョン、パク・チャヌク | ノミネート       |
| 2016年           | 第15回サンフランシスコ映画批評家協会       | 外国語映画賞                            | 『お嬢さん』                     | 受賞             |
| 2016年           | 第15回サンフランシスコ映画批評家協会       | 美術賞                                  | リュ・ソンヒ                     | 受賞             |
| 2016年           | 第13回セントルイス映画批評家協会           | 美術賞                                  | リュ・ソンヒ                     | 受賞             |
| 2016年           | 第13回セントルイス映画批評家協会           | 外国語映画賞                            | 『お嬢さん』                     | 次点             |
| 2016年           | 第20回トロント映画批評家協会               | 外国語映画賞                            | 『お嬢さん』                     | 次点             |
| 2016年           | 第16回バンクーバー映画批評家サークル       | 外国語映画賞                            | 『お嬢さん』                     | ノミネート       |
| 2016年           | 第15回ワシントンD.C.映画批評家協会         | 外国語映画賞                            | 『お嬢さん』                     | ノミネート       |
| 2016年           | 女性映画批評家サークル                     | 外国語映画賞                            | 『お嬢さん』                     | 受賞             |
| 2017年           | 第11回アジア・フィルム・アワード           | 助演女優賞                              | ムン・ソリ                       | 受賞             |
| 2017年           | 第11回アジア・フィルム・アワード           | 新人賞                                  | キム・テリ                       | 受賞             |
| 2017年           | 第11回アジア・フィルム・アワード           | 脚本賞                                  | チョン・ソギョン、パク・チャヌク | ノミネート       |
| 2017年           | 第11回アジア・フィルム・アワード           | 美術監督賞                              | リュ・ソンヒ                     | 受賞             |
| 2017年           | 第11回アジア・フィルム・アワード           | 編集賞                                  | キム・サンボム、キム・ジェボム   | ノミネート       |
| 2017年           | 第11回アジア・フィルム・アワード           | 衣装デザイン賞                          | チョ・サンギョン                 | 受賞             |
| 2017年           | デンバー映画批評家協会                     | 外国語映画賞                            | 『お嬢さん』                     | ノミネート       |
| 2017年           | ドリアン賞                                 | 年間監督賞                              | パク・チャヌク                   | ノミネート       |
| 2017年           | ドリアン賞                                 | 年間外国語映画賞                        | 『お嬢さん』                     | 受賞             |
| 2017年           | ドリアン賞                                 | 年間LGBTQ映画賞                         | 『お嬢さん』                     | ノミネート       |
| 2017年           | ドリアン賞                                 | 年間視覚映画賞                          | 『お嬢さん』                     | ノミネート       |
| 2017年           | 第10回ヒューストン映画批評家協会           | 映像賞                                  | 『お嬢さん』                     | ノミネート       |
| 2017年           | 第10回ヒューストン映画批評家協会           | 外国語映画賞                            | 『お嬢さん』                     | 受賞             |
| 2017年           | 第88回ナショナル・ボード・オブ・レビュー賞 | 外国語映画トップ5                       | 『お嬢さん』                     | 受賞             |
| 2017年           | 第51回全米映画批評家協会                   | 外国語映画賞                            | 『お嬢さん』                     | 2位              |
| 2017年           | 第20回オンライン映画批評家協会             | 映像賞                                  | 『お嬢さん』                     | ノミネート       |
| 2017年           | 第20回オンライン映画批評家協会             | 外国語映画賞                            | 『お嬢さん』                     | 受賞             |
| 2017年           | 第21回サテライト賞                         | 外国語映画賞                            | 『お嬢さん』                     | 受賞             |
| 2017年           | 第43回サターン賞                           | 国際映画賞                              | 『お嬢さん』                     | ノミネート       |
| 2017年           | 第43回サターン賞                           | 衣装デザイン賞                          | チョ・サンギョン                 | 受賞             |
| 2017年           | 第53回百想芸術大賞                         | 大賞                                    | パク・チャヌク                   | 受賞             |
| 2017年           | 第53回百想芸術大賞                         | 作品賞                                  | 『お嬢さん』                     | ノミネート       |
| 2017年           | 第53回百想芸術大賞                         | 監督賞                                  | パク・チャヌク                   | ノミネート       |
| 2017年           | 第53回百想芸術大賞                         | 主演女優賞                              | キム・ミニ                       | ノミネート       |
| 2017年           | 第53回百想芸術大賞                         | 最優秀演技賞                            | チョ・ジヌン                     | ノミネート       |
| 2017年           | 第53回百想芸術大賞                         | 新人賞                                  | キム・テリ                       | ノミネート       |
| 2017年           | 第53回百想芸術大賞                         | 脚本賞                                  | チョン・ソギョン、パク・チャヌク | ノミネート       |
| 2018年           | 第71回英国アカデミー賞                     | 非英語作品賞                            | 『お嬢さん』                     | 受賞             |

## 関連商品

### DVD
- お嬢さん 通常版（日本：2017年7月5日発売、TCエンタテインメント）[80]

### Blu-ray
- お嬢さん 通常版（日本：2017年7月5日発売、TCエンタテインメント）[80]
- お嬢さん スペシャル・エクステンデッド版&劇場公開版（日本：2017年7月5日発売、TCエンタテインメント）[80]

### CD
- お嬢さん Original Soundtrack（韓国：2016年9月3日発売、CJ E&M）

### 書籍
- お嬢さん 近く（아가씨 가까이）（韓国：2016年6月10日発売、クチェク）[81] - フォトブック
- お嬢さん 脚本（아가씨 각본）（韓国：2016年8月15日発売、クチェク）[82]
- お嬢さん アーカイブ（아가씨 아카입）（韓国：2017年8月10日発売、クチェク）[83]